# Fernand Herrmann
Fernand Herrmann (Parigi, 21 febbraio 1886 – aprile 1925) è stato un attore francese del cinema muto.
Era sposato con il soprano Angèla Grillo.

## Filmografia
- Le Trust, ou les Batailles de l'argent, regia di Louis Feuillade (1911)
- Severo Torelli, regia di Louis Feuillade (1914)
- I vampiri, regia di Louis Feuillade
- L'ingranaggio o La scadenza (L'Engrenage), regia di Louis Feuillade (1919)
- Parisette, regia di Louis Feuillade (1921)